# Тартуское шоссе (Таллин)
Та́ртуское шоссе́, также Та́рту ма́антеэ (эст. Tartu maantee) — магистральная улица в Таллине, столице Эстонии. 

## География
Проходит через районы Кесклинн (микрорайоны Компасси, Маакри, Торупилли, Кельдримяэ, Юхкентали, Юлемистеярве, Мыйгу) и Ласнамяэ (микрорайоны Сикупилли и Юлемисте).
Шоссе начинается как пешеходная зона, идущая от улицы Антса Лайкмаа. У перекрёстка с улицей Кивисилла становится проезжей дорогой с односторонним движением и является границей между микрорайонами Компасси и Маакри. После пересечения с улицей Пронкси становится улицей с двусторонним движением.
Далее пересекается с такими крупными улицами, как Ф. Р. Крейцвальда, К. Р. Якобсона, Лаулупео, К. А. Херманна, К. Тюрнпу, Лубья, Ласнамяэ, Палласти, Петербургское шоссе, Суур-Сыямяэ, Леннуяама, Старо-Тартуское шоссе, Канали и заканчивается у перекрёстка с улицей Мыйгу.
Протяжённость Тартуского шоссе — 4868 м.

## История
Начало современного Тартуского шоссе было застроено ещё в XIII веке, в то время улица называлась Кивисилла (с эст. букв. «Каменный мост», в настоящее время это небольшая дорога от перекрёстка улиц Манеэжи и Гонсиори до пересечения улицы Маакри с улицей Куке). К концу орденского периода в окрестностях богадельни Святого Иоанна существовал уже довольно крупный пригород с деревянными постройками.
В 1676 году дорога на месте современного Тартуского шоссе называлась путь Виршера-Йервишера (нем. Wierscher-Jerwischer Weg). В письменных источниках 1843 года современное шоссе называется Дерптская улица (нем. Dörptsche Straße). Ранее также упоминаются такие названия улицы, как нем. Moickscher Weg, Wesenbergsche Straße, Oberpahlensche Straße, Weißensteinsche Straße, в 1907 и 1916 годах — Большая Юрьевская улица (нем. Große Dörptsche Straße). 
С 1885 года до 1938 года улица носила название Большое Тартуское шоссе (эст. Suur Tartumaantee, Suur-Tartu maantee). 23 марта 1938 года её переименовали в Тартуское шоссе. Малое Тартуское шоссе (эст. Väike-Tartu maantee) и Малое Пярнуское шоссе (эст. Väike-Pärnu maantee) в 1936 году были объединены в улицу Сакала. В 1958 году название «Тартуское шоссе» стала носить новая трасса, а старый отрезок дороги стал именоваться Старо-Тартуским шоссе (эст. Vana-Tartu maantee).

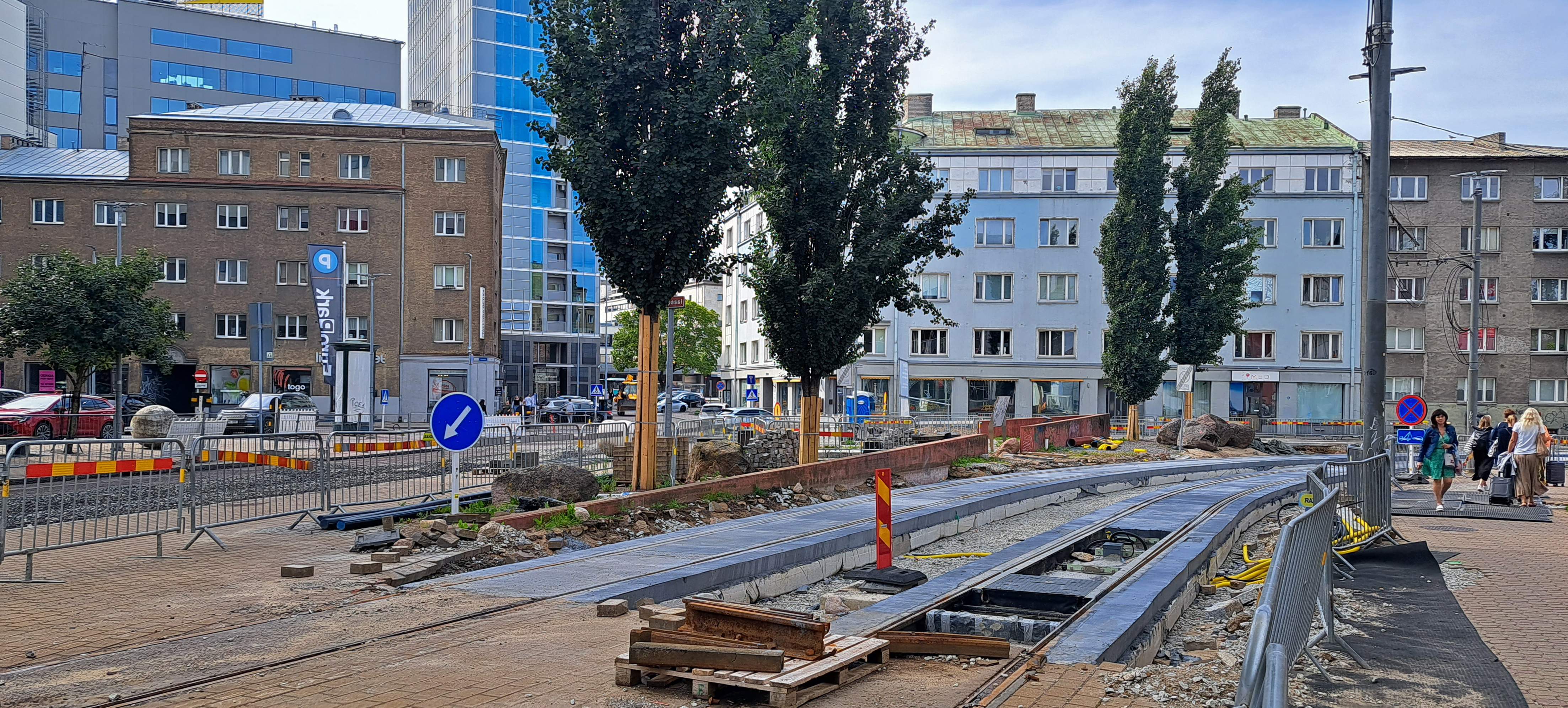
Перекрёсток Тартуского шоссе и улицы Кивисилла, лето 2023 года. Строительство новой трамвайной линии

В 1885 году по адресу Большое Тартуское шоссе 1 было построено здание Государственной женской гимназии (архитектор Рудольф Кнюпфер), в 1917 году в это здание переехала Таллинская Школа искусств, в 1922–1923 годах по проекту архитектора Тыниса Михкельсона к нему был пристроен третий этаж и мансарда. 
В 1965–1974 года здание, принадлежавшее Художественному институту претерпело очередной этап обновления: его перестроили по проекту Пеэтера Тарваса, в результате чего здание получило дополнительно длинный 4-этажный основной корпус и крыло с вестибюлем, актовым залом, спортзалом и мастерскими. В 2010 году все эти технически и морально устаревшие строения были снесены. После этого на грунте по адресу Тартуское шоссе 1 планировалось строительство нового здания Эстонской академии художеств, однако проект 16-этажного здания «Art Plaza», выбранный на международном архитектурном конкурсе, не был реализован из-за активного противодействия владелицы одного из соседних зданий. В сентябре 2013 года Совет Эстонской Академии художеств рассмотрел другие альтернативы и выбрал здание бывшей текстильной фабрики «Пунане Койт» (ранее — «Rauaniit») в микрорайоне Каламая. Грунт по адресу Tartu maantee 1 был приобретён фирмой «City Plaza OÜ», которая в 2016 году объявила о своём желании построить на нём 30-этажную высотку — мультифункциональное здание с офисами, торговым центром и гостиницей. На этот раз пожилая владелица соседнего дома решила, что идти в суд с иском против строительства ещё более высокого здания не имеет смысла.

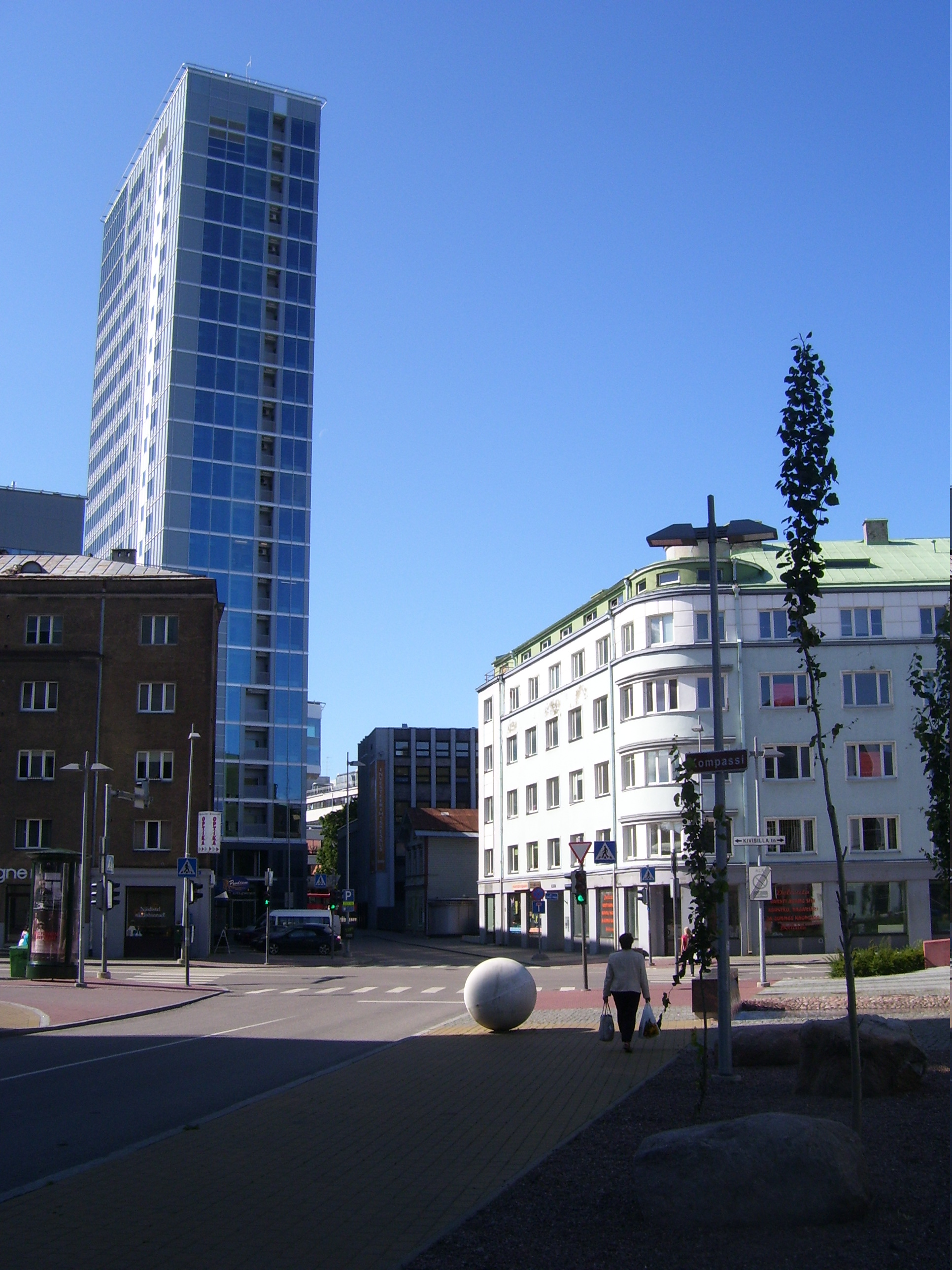
Слева — дом 2 (City Plaza)
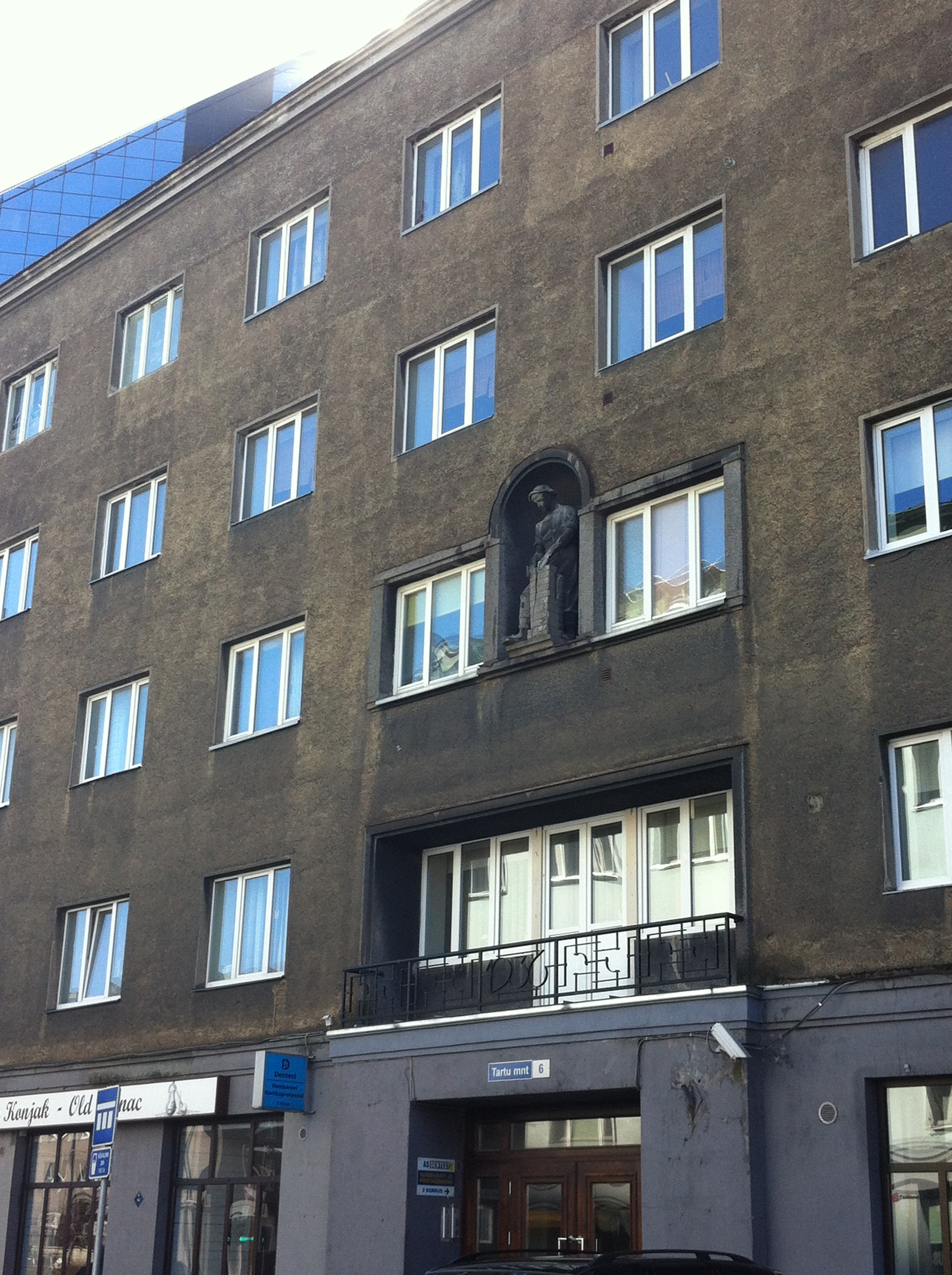
Дом 6
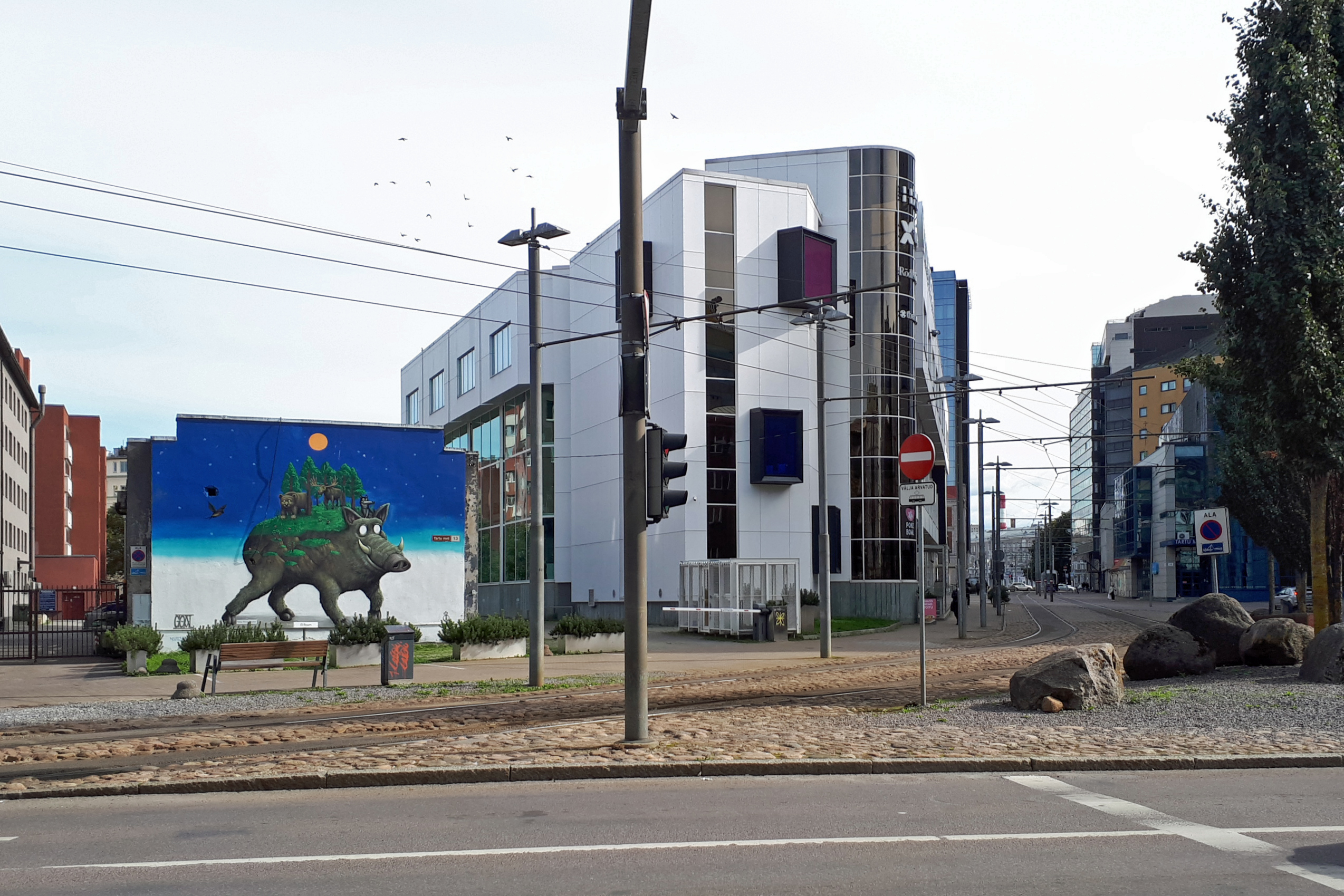
Дом 13
Дома 16b, 16 и 18 (офисно-жилые здания, вид со стороны бульвара Рявала)
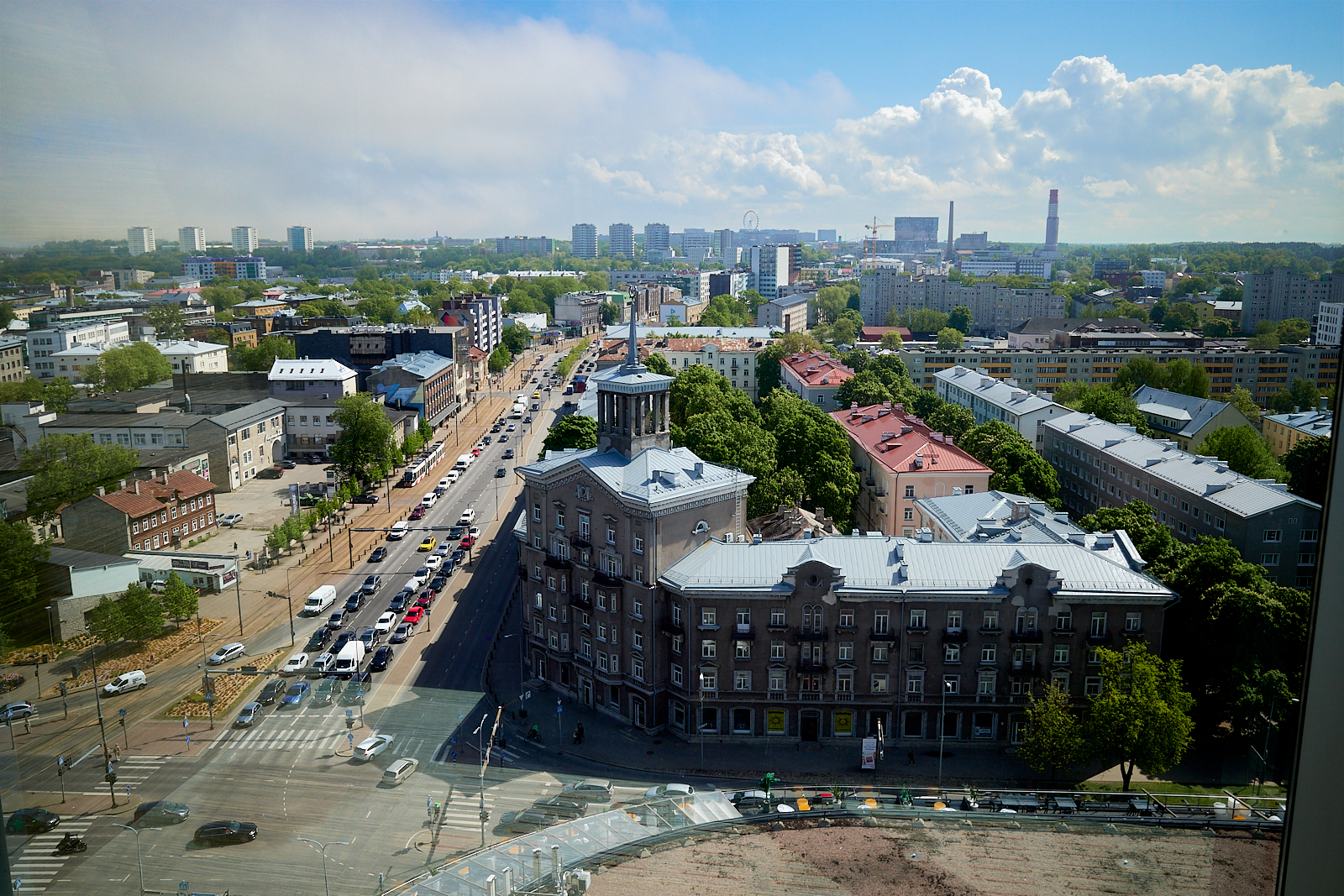
Вид на Тартуское шоссе с отеля «Swissotel», 2022 год

## Общественный транспорт
По улице проходят маршруты городских автобусов № 2, 15, 39, 54, и трамваев № 2, 4.

## Застройка

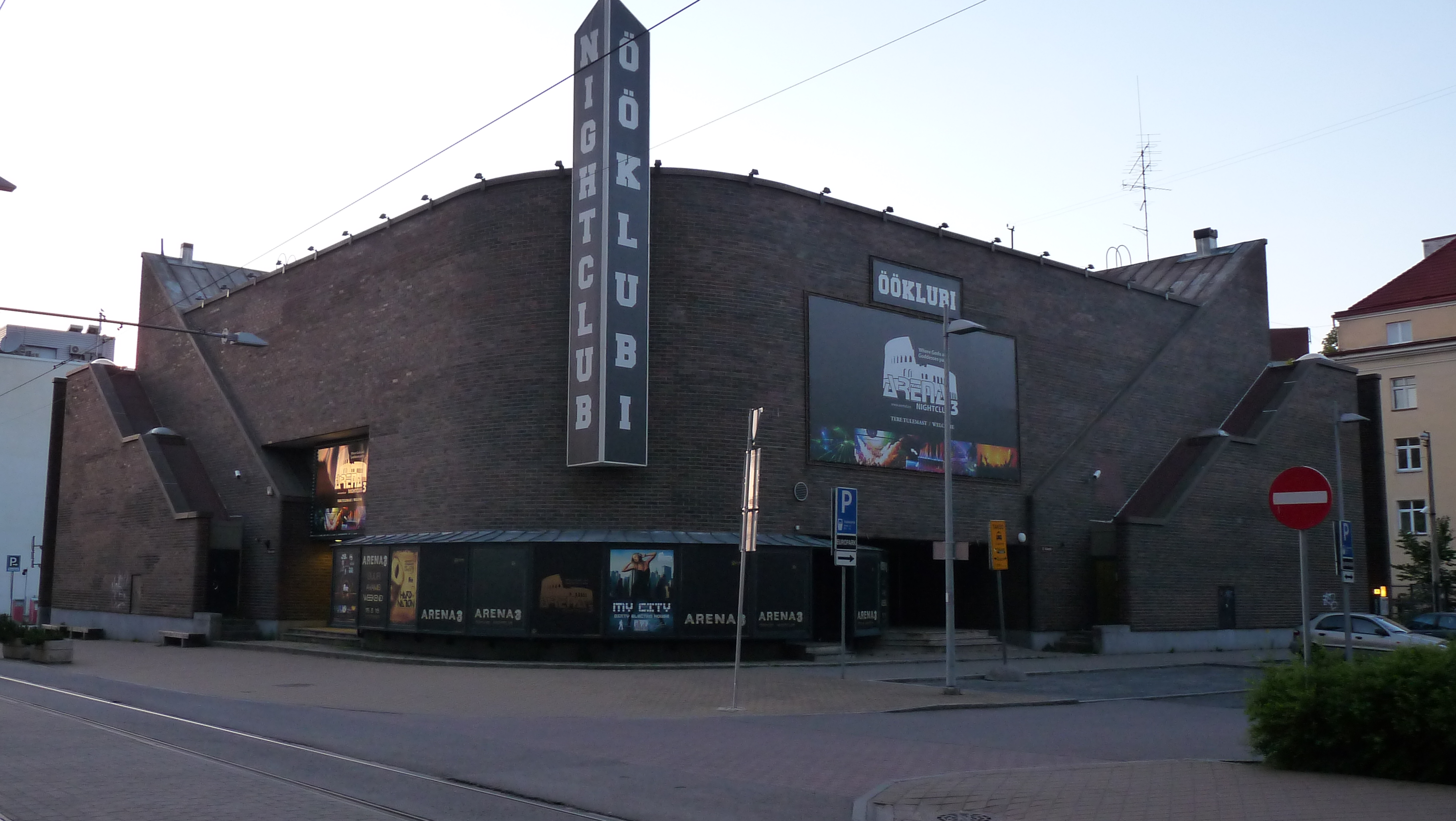
Дом 17

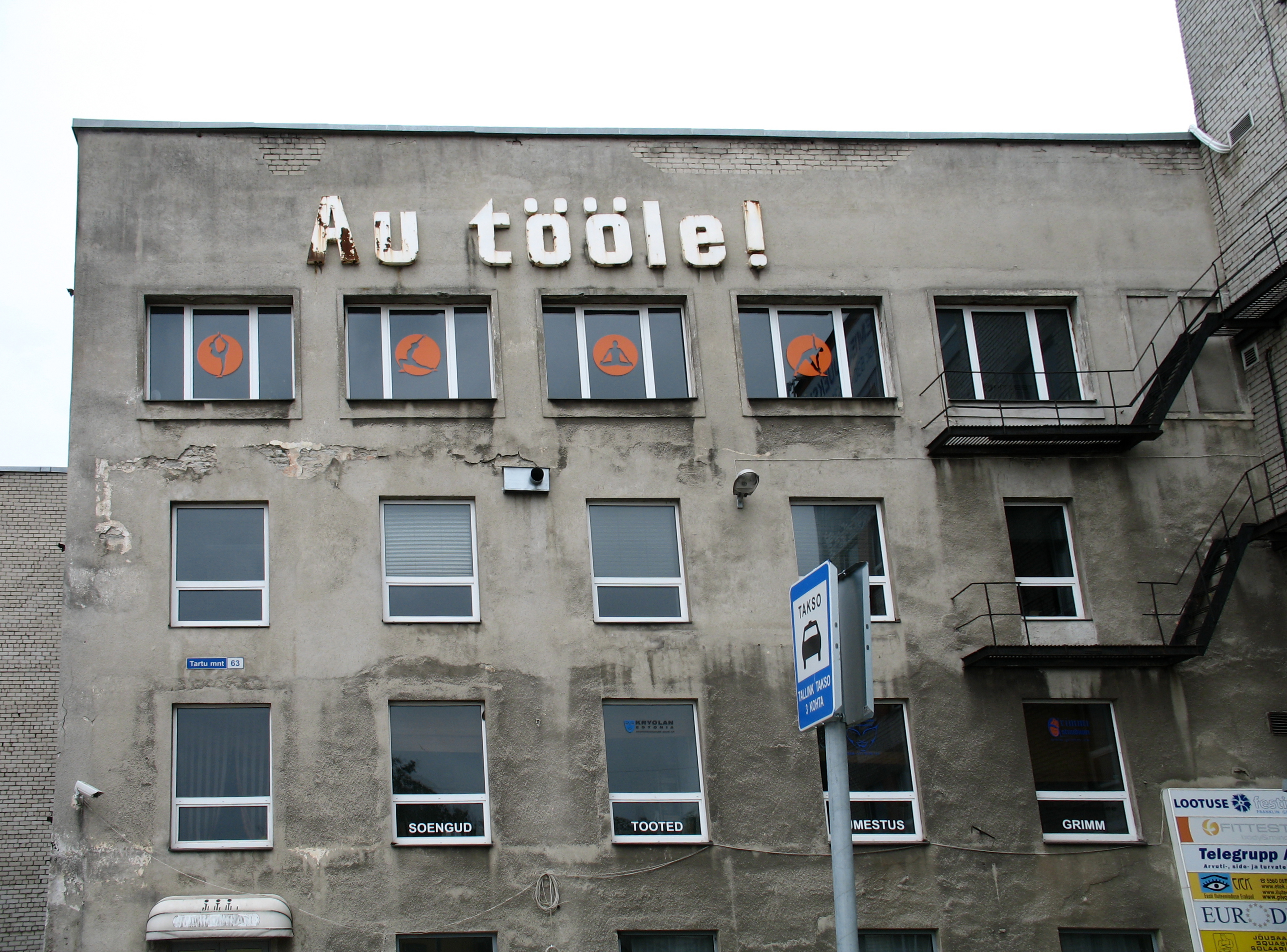
Дом 63 до реновирования, 2009 год

Улица в основном застроена жилыми домами и офисно-торговыми зданиями. В советское время на улице располагались 5 промышленных предприятий: табачная фабрика «Леэк», типография «Октообер», производственное объединение «Марат», целлюлозно-бумажный комбинат и производственное объединение «Ливико» (в настоящее время работает только последнее).
Примеры застройки улицы:
- Дом 2 — 23-этажное бизнес-здание City Plaza, построено в 2004 году.
- Дом 6 — 5-этажное жилое здание в стиле представительского традиционализма построено в 1936 году по проекту архитектора Роберта Натуса, на первом этаже расположены коммерческие помещения.
- Дом 13 — офисное здание «Kompassi Maja». Построено в 1983 году, реновировано в 2016 году.
- Дом 17 — в советское время валютный магазин «Турист», архитекторы Пеэп Янес[эст.] и Хенно Сепманн (1983). Своеобразный тип здания в истории эстонской архитектуры. Для своего времени качество его постройки было на очень высоком уровне, строитель — финская фирма Keskus-SATO. Cимметричное 3-этажное здание со стенами из клинкерного кирпича напоминает крепость. В зале с покатым потолком торговые площади располагались на балконах. К внешнему периметру здания примыкали складские помещения. Через два верхних этажа проходил зал продаж произведений искусства с небольшим баром[9]. В начале 2000-х годов в здании работал магазин спорттоваров и спортивной одежды, в настоящее время в нём размещаются ночной клуб и концертный зал Cathouse[10].
- Дом 25 — 15-этажное офисно-жилое Novira Plaza с двухуровневой подземной парковкой, построено в 2016 году. Во внешней отделке использованы стекло, оцинкованная жесть и светодиодное освещение[11].
- Дом 43 — 6-этажное бизнес-здание Scala City, реконструировано в 2008 году из построенного в 1950 году производственного здания, обновлено в 2015 году[12].
- Дом 56 — 8-этажное жилое здание City Residence, построено в 2016 году, архитектор Расмус Тамме (Rasmus Tamme)[13].
- Дом 63 — 5-этажное бизнес-здание Valge Maja («Белый Дом»), перестроено из возведённого в 1952 году производственного здания фабрики «Марат» в 2010 году[14], номинировано на премию Tallinn Entrepreneurship Awards 2011 в категории «Проект развития 2011»[15].
- Дом 68 — жилое здание с коммерческими площадями на первом этаже, построено в 1924 году по проекту Евгения Хаберманна[эст.], в 1931 году были надстроены два этажа.
- Дом 73 — 3-этажное офисно-жилое здание, известное как баня Брандманна, было построено в 1881 году по проекту Николая Тамма-старшего. Баня начала работу в 1882 году. На первом этаже здания находились мужское и женское отделения с парилками и прачечной, на втором этаже — приватные комнаты с ваннами, а также сушильное и гладильное помещения прачечной. В правом крыле второго этажа находилась большая квартира владельца дома[16].
- Дом 83 — 8-этажное офисное здание Büroo 83, построено в 2016 году, архитектор Райво Котов[эст.].

## Предприятия и учреждения
- Контора банка Bigbank, основанного в 1992 году и специализирующегося на срочных депозитах и потребительских кредитах[17], Tartu maantee 18.
- Банк DNB, Tartu maantee 10.
- Продуктовый магазин торговой сети Rimi[эст.], Tartu maantee 10.
- Магазин спорттоваров и спортивной одежды Sportland Outlet Centre, Tartu maantee 16B.
- Торговый центр Eha, перестроен из бывшего кинотеатра «Эха», Tartu maantee 49.
- Театр Старого Баскина, Tartu maantee 55.
- Акционерное общество Liviko, производитель алкогольных напитков, Masina tn 11 / Tartu maantee 76.
- Акционерное общество Postimees Grupp[эст.], медиаконцерн, издатель газеты “Postimees”, Tartu maantee 80.
- Художественная галерея Vaal Gallery, Tartu maantee 82.
- Художественная галерея Fahle Gallerii, Tartu maantee 84A.
- Акционерное общество Riigi Kinnisvara, предоставление услуг в сфере недвижимости государственным учреждениями и поставщикам общественных услуг[18], Tartu maantee 85.
- Торговый центр Sikupilli, открыт в 2000 году[19], Tartu maantee 87.
- Таллинский аэропорт, Tartu maantee 101.
- Møller Auto Ülemiste, дилер автомобилей Volkswagen, Tartu maantee 165.

Тартуское шоссе
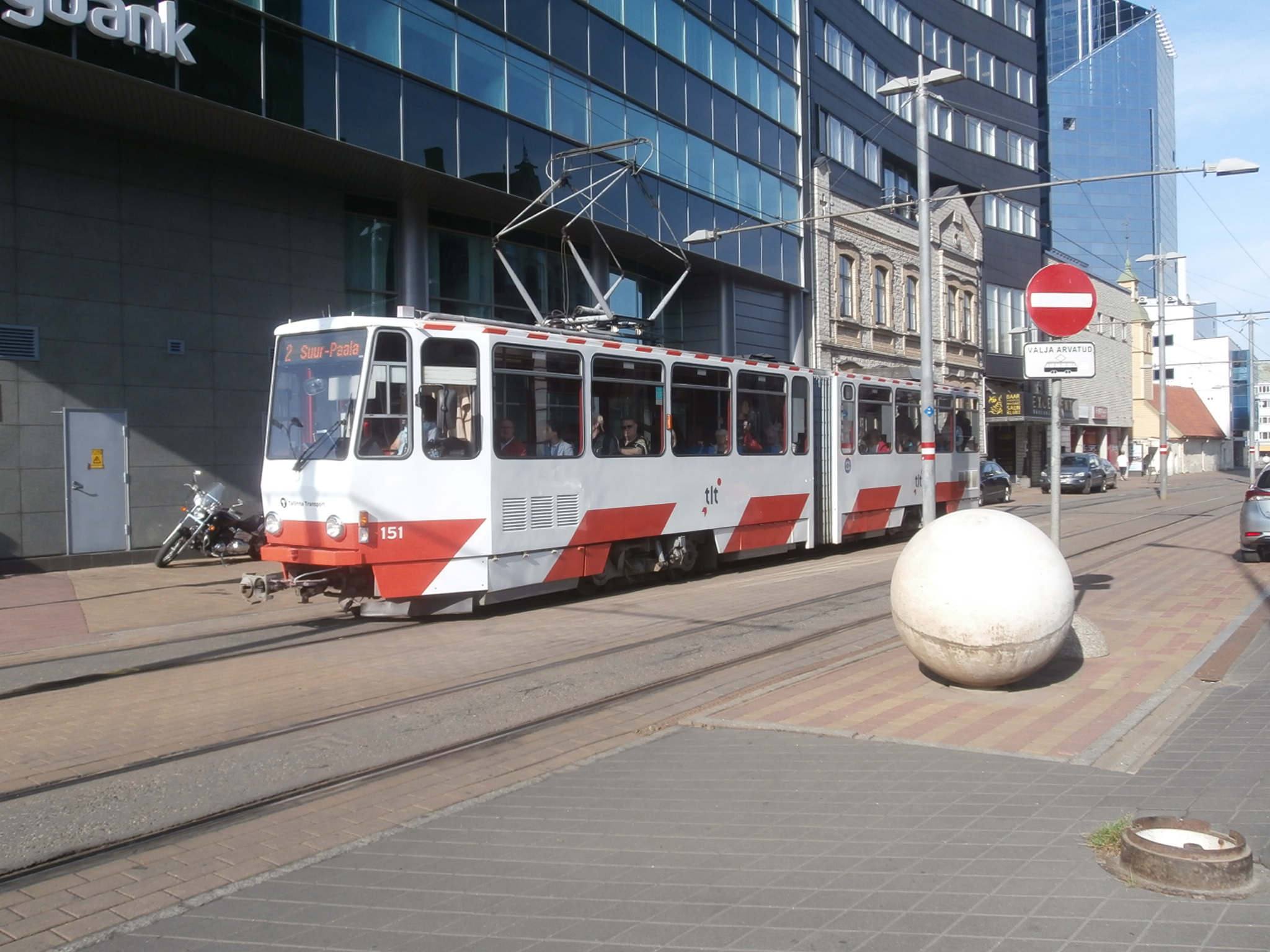
Трамвайная остановка “Paberi”
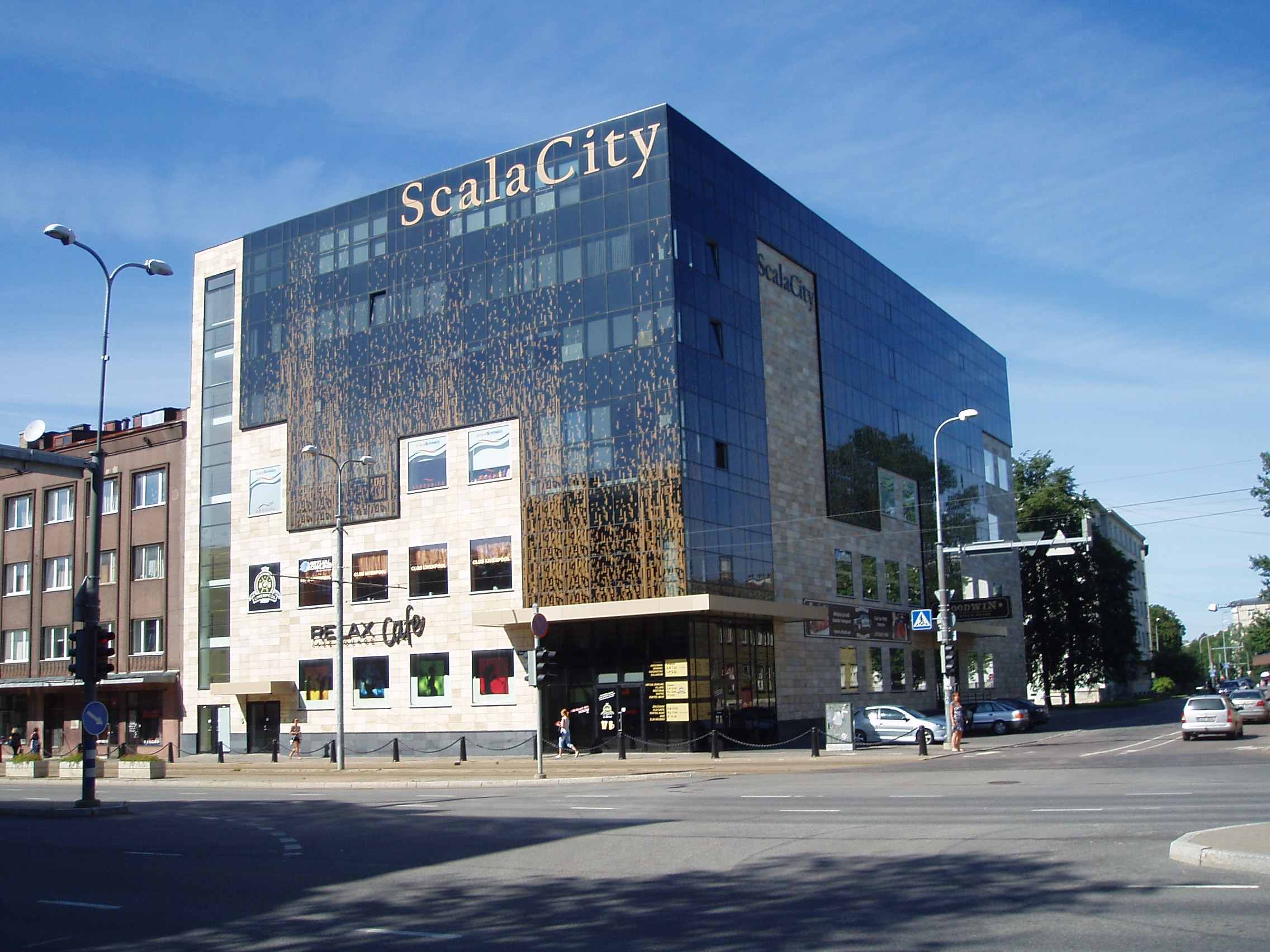
Дом 43
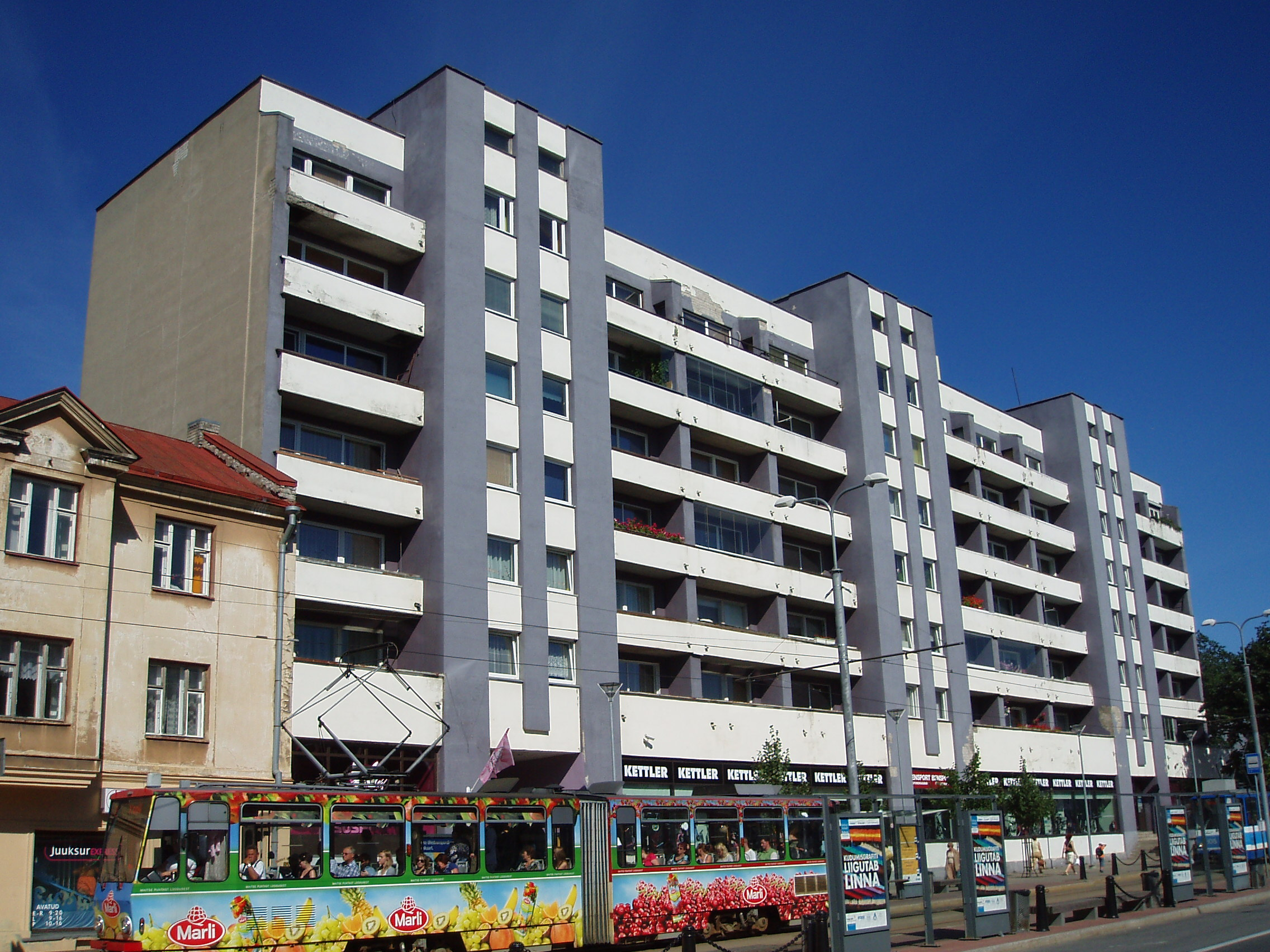
Дом 47
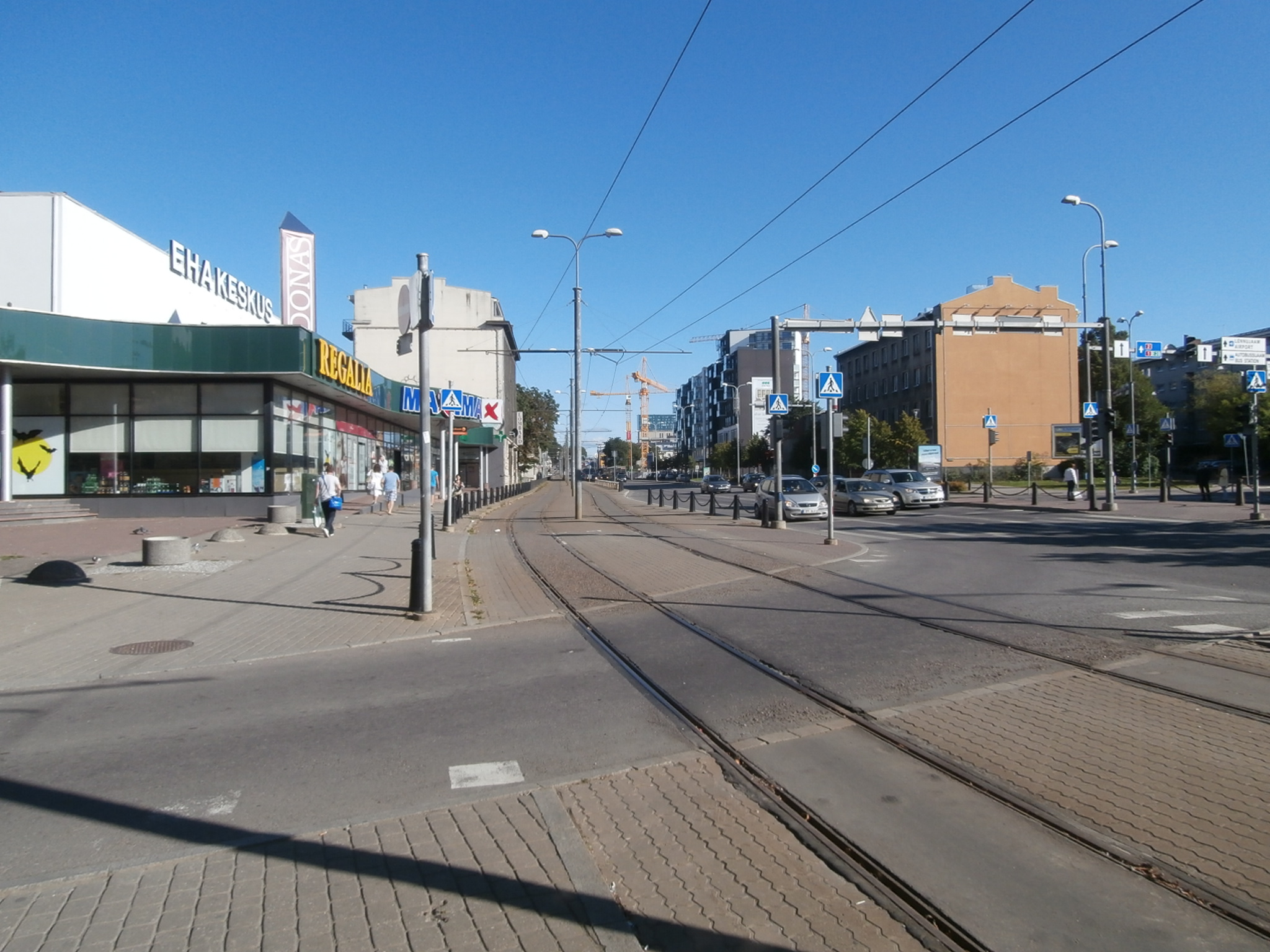
Слева — дом 49 (Eha Keskus)
Дом 71 (автор мураля — Гуйдо ван Хелтен[эст.])
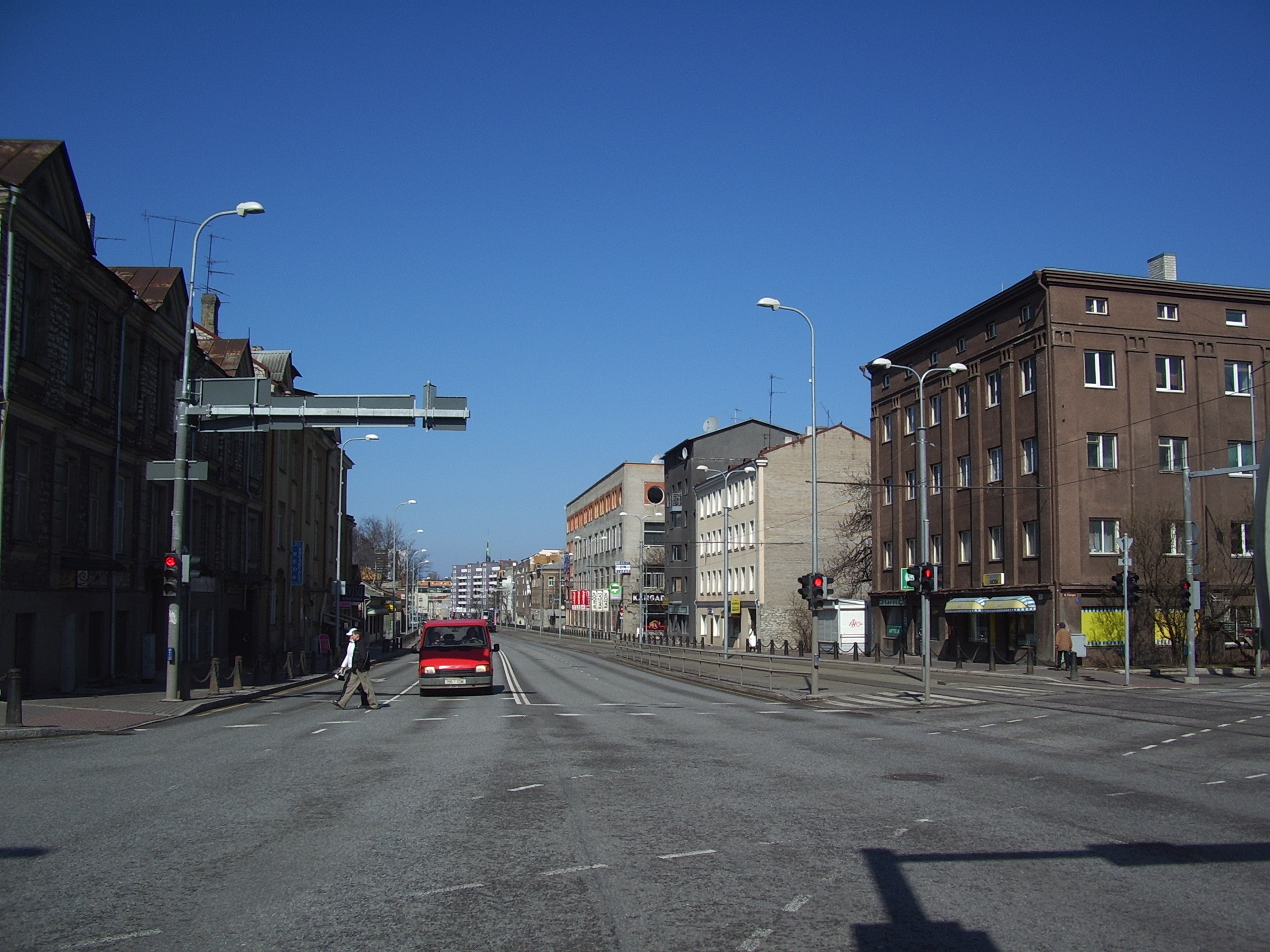
Перекрёсток с улицей К. Тюрнпуу
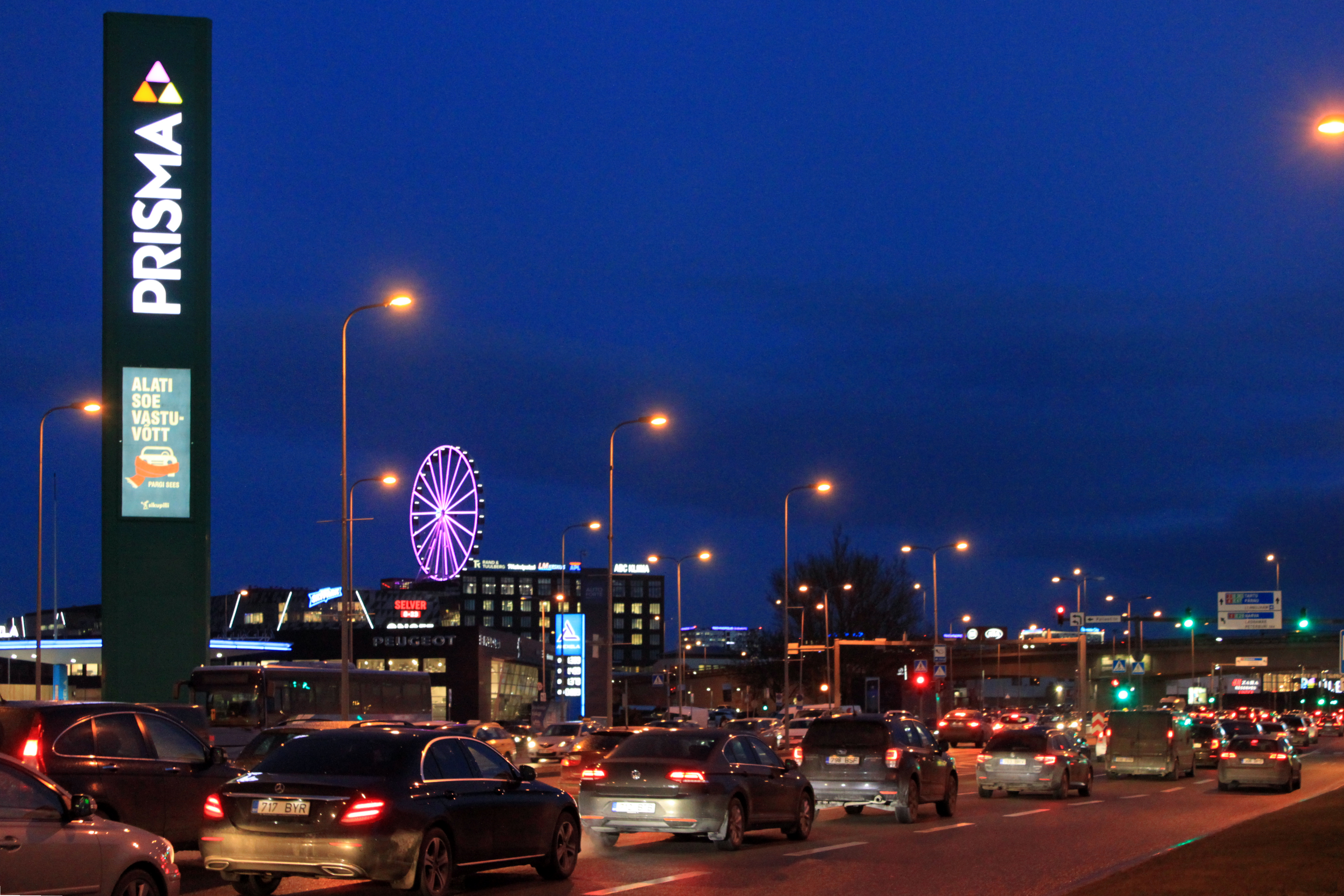
Вечерний час пик возле торгового центра “Sikupilli”
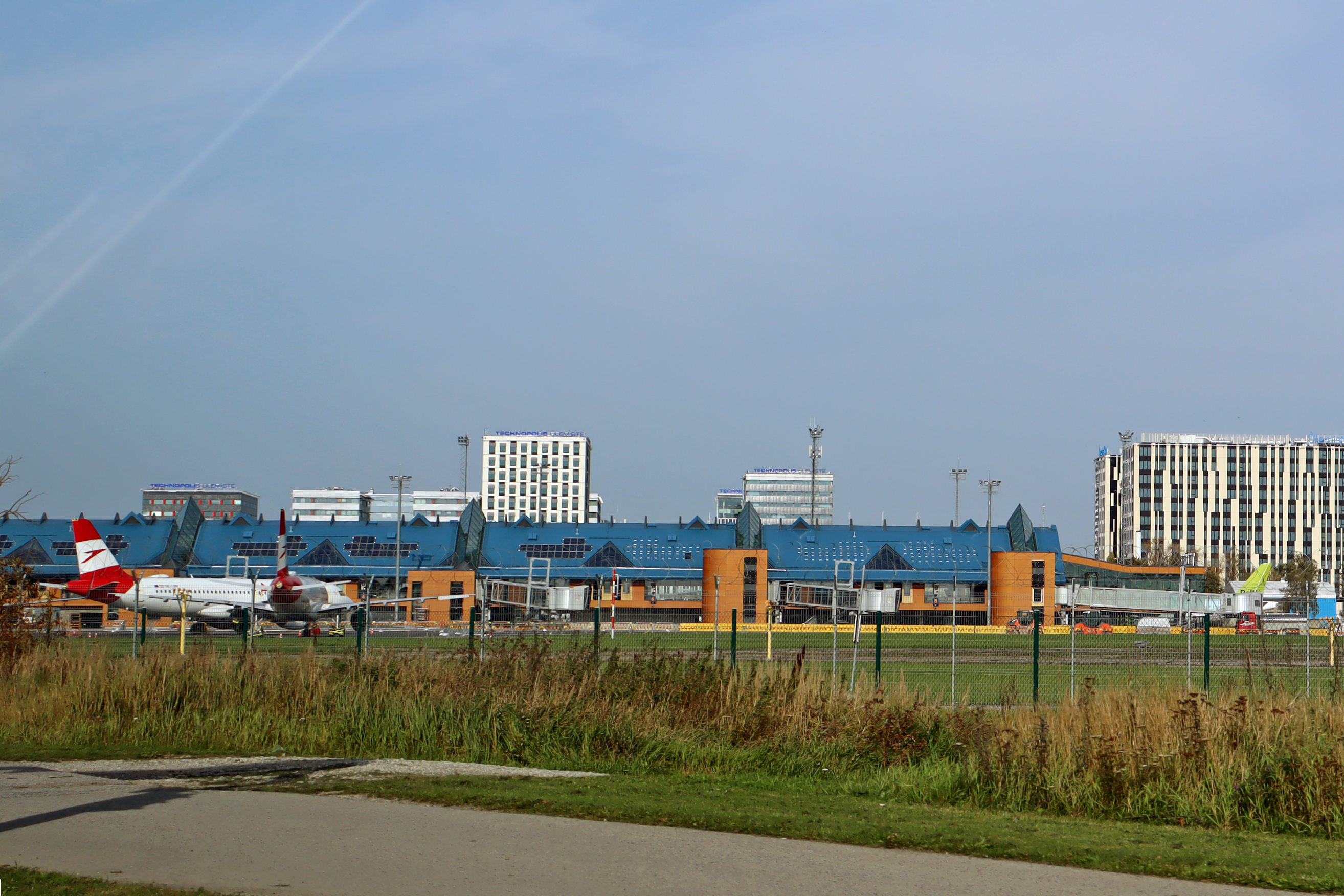
Таллинский аэропорт

## Памятники культуры

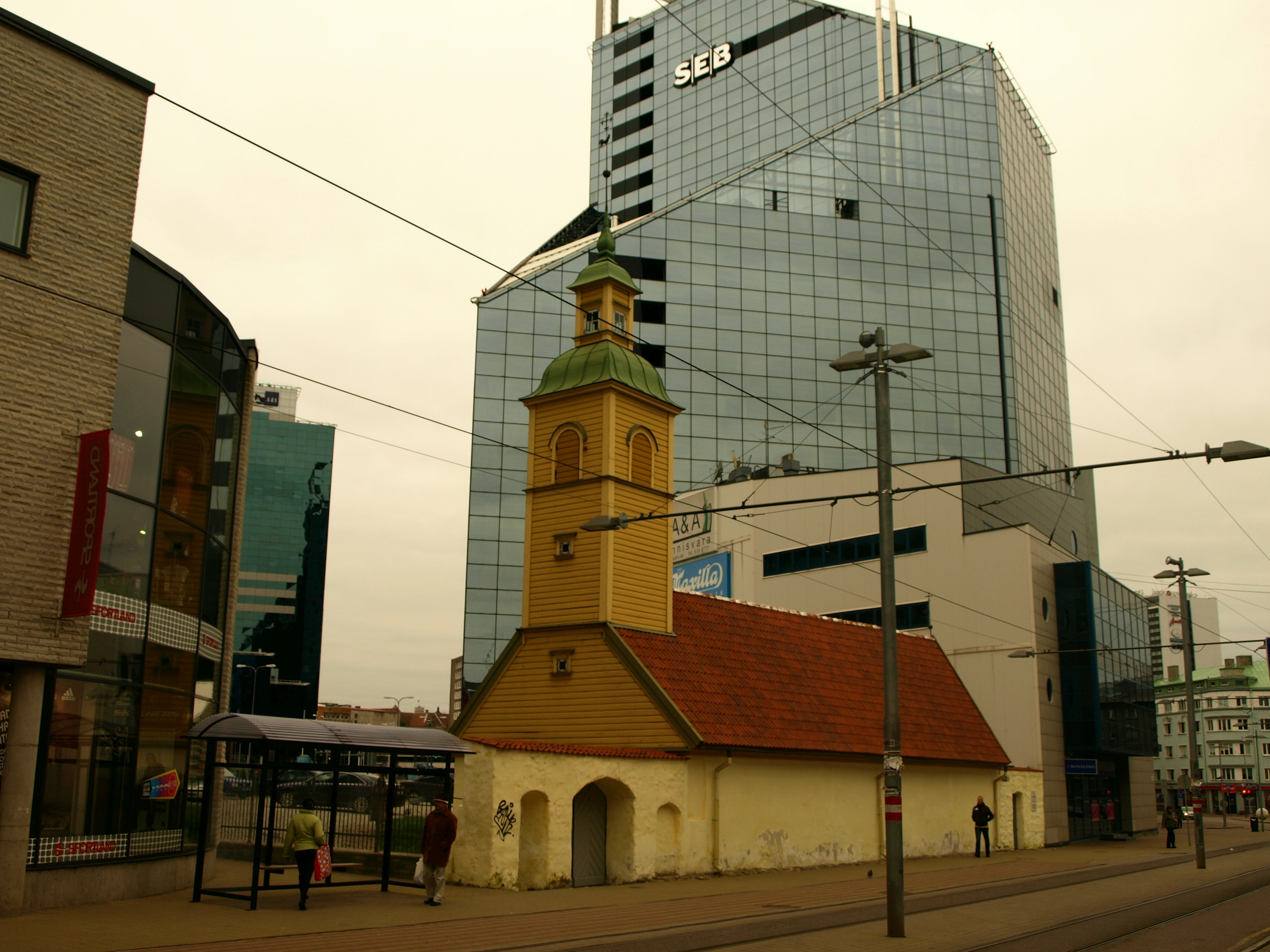
Церковь Яановой богадельни

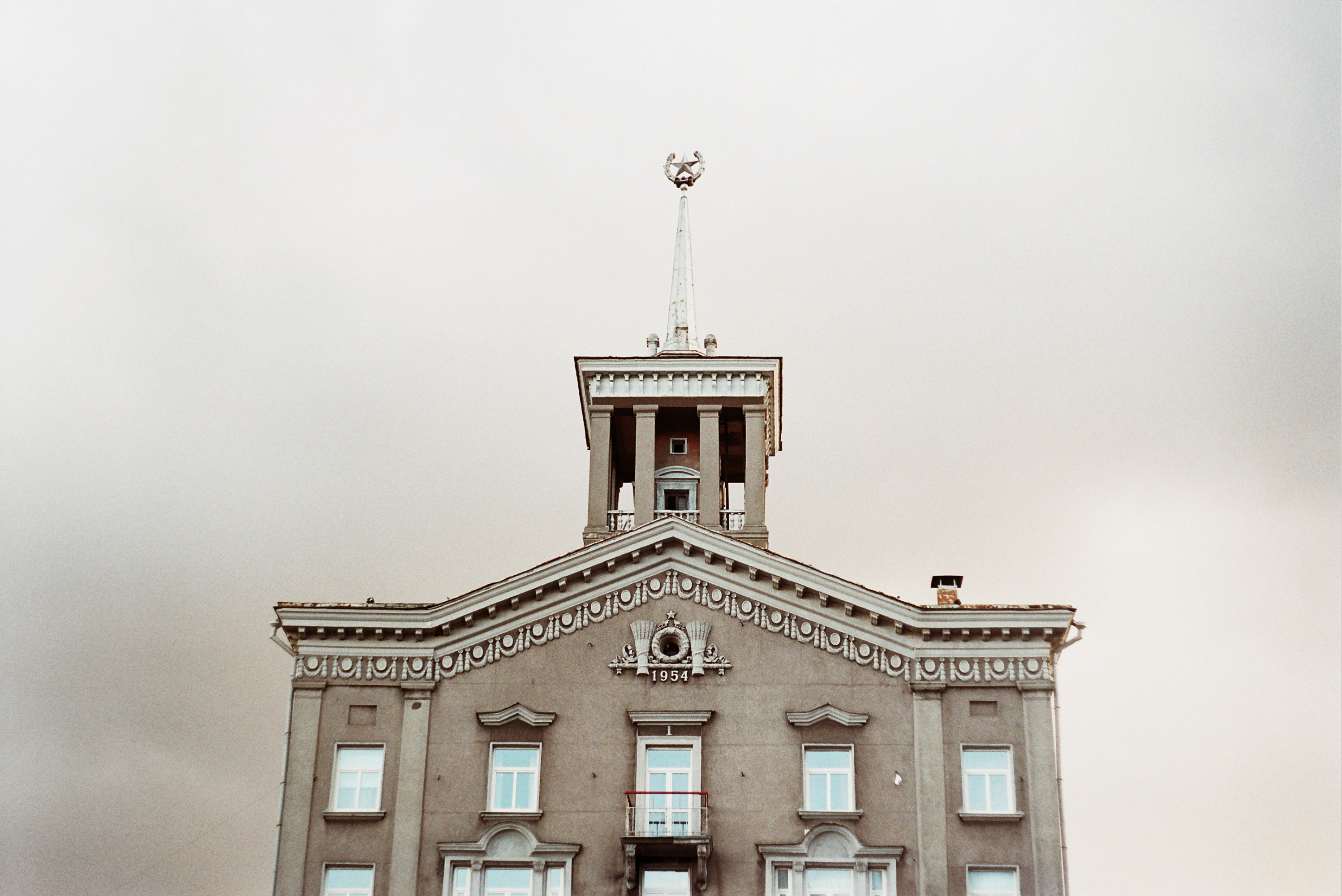
Декор дома № 24 в 2012 году

- Дом 16А — церковь Яановой богадельни (внесена в Государственный регистр памятников культуры Эстонии в 1999 году)[20] и территория богадельни с сохранившимися зданиями и кладбищем (расположена между высотными зданиями Тартуского шоссе и бульвара Рявала, внесена в Государственный регистр памятников культуры Эстонии в 1995 году). В 2001 году стоявшее здесь здание больницы Кельдримяэ, построенное в конце XIX века, было снесено, но его исторический фасад в стиле неоклассицизма был сохранен как часть фасада нового 10-этажного здания[21].
- Дом 23 — школьное здание в стиле историзма, построено в 1904 году, автор проекта — городской инженер Карл Густав Якоби (Carl Gustav Jacoby). В течение многих лет в здании производились только небольшие ремонтные работы, но оно всегда использовалось как школа, поэтому сохранило первоначальную планировку помещений и первоначальный внешний вид. С 2012/2013 учебного года в здании работает частная школа с русским языком обучения «Формула успеха» (эст. Edu valem)[22]. Ранее здесь размещались русскоязычная 3-я средняя школа и в начале 2000-х годов — Таллинская гимназия для взрослых[23].
- Дом 24 — представительный многоквартирный дом в стиле сталинской архитектуры с богатым декором и эффектной башней, украшенной пятиконечной звездой, построен в 1954 году по проекту А. В. Власова. Является частью жилого квартала, возведённого для работников завода «Двигатель» и представляющего типичный пример внедрения общесоюзных проектов в Эстонии в первое послевоенное десятилетие (включает в себя также два дома по улице Ластекоду: № 3 и № 5)[24].
- Дома 28, 30 и 32 — 4-этажные многоквартирные дома-сталинки, построены в 1953 году по проекту А. В. Власова; являются частью жилого квартала завода «Двигатель», строительство которого было завершено в 1957 году[25][26][27].
- Дом 76 — главное здание Государственного водочного завода, построенное в неороманском стиле в 1900 году, является воплощением самых высоких достижений промышленной архитектуры Таллина начала XX века[28].
- Дом 80 — длинное 2-этажное здание со стенами из известняка, входящее в ансамбль исторических зданий целлюлозного завода; построено в 1910 году[29].
- Дом 80K — 3-этажное здание, входящее в ансамбль исторических зданий целлюлозного завода; построено в 1910 году, в 1937 году возведён новый дымоход котельной[30].
- Дом 82 — 2-этажное здание целлюлозного завода с простой архитектурой в стиле модерн, стенами из известняка и ребристыми потолками, поддерживаемыми железобетонными столбами; построено в 1913 году. Является выдающимся образцом эстонской известняковой архитектуры и эстонских промышленных строений[31].
- Дом 84А — промышленное здание целлюлозного завода с цехами варки, подготовки и сушки целлюлозы. Является выдающимся образцом известняковой архитектуры. Построено в 1926 год по проекту архитектора Эриха Якоби и дополнено в 1930 году. Целлюлозный комбинат прекратил работу в 1994 году. Здание реконструировано в 2006 году по проекту архитекторов Андруса Кыресаара (Andrus Kõresaar) и Райво Котова и названо в честь бывшего крупного акционера завода Эмиля Фахле (Emil Fahle), ставшего в 1917 году его директором и руководившего им до своей смерти в 1929 году (офисно-жилой дом Фахле, эст. Fahle Maja). Современный вид здания — это контраст известняка и стекла. При реконструкции были снесены более поздние пристройки и надстроен 6-этажный корпус над бывшим варочным цехом[32].

Памятники культуры
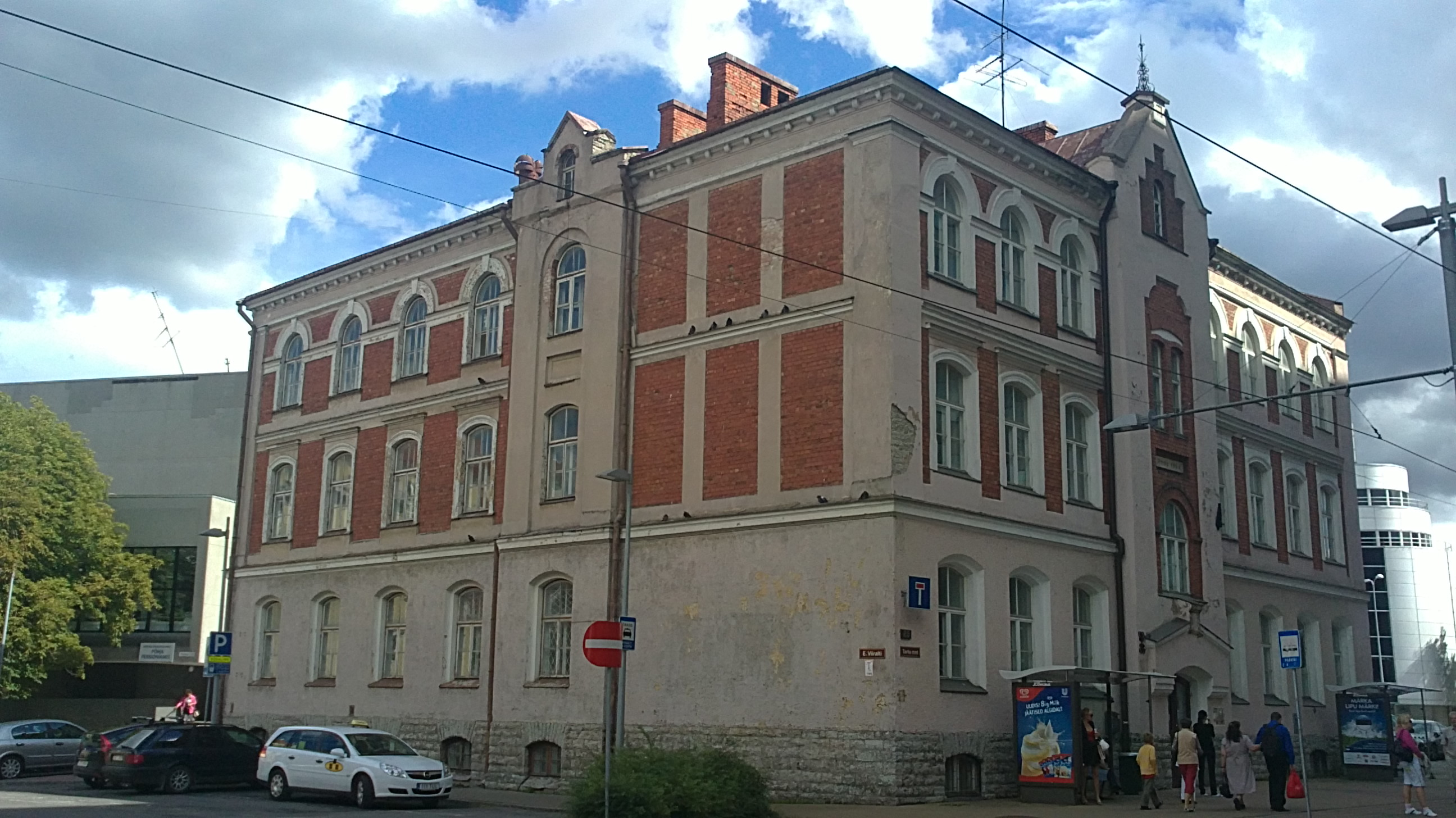
Дом 23
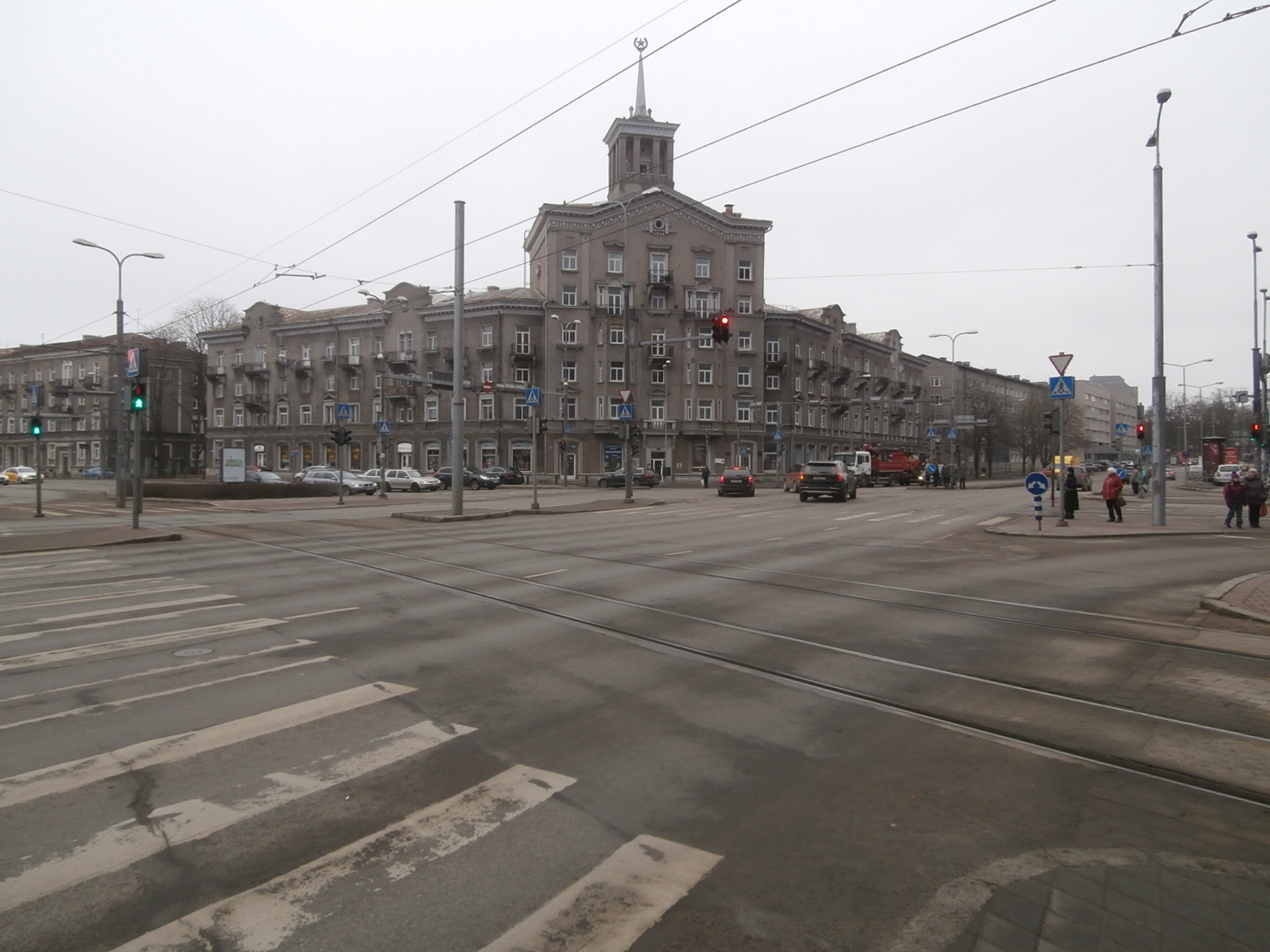
Дом 24
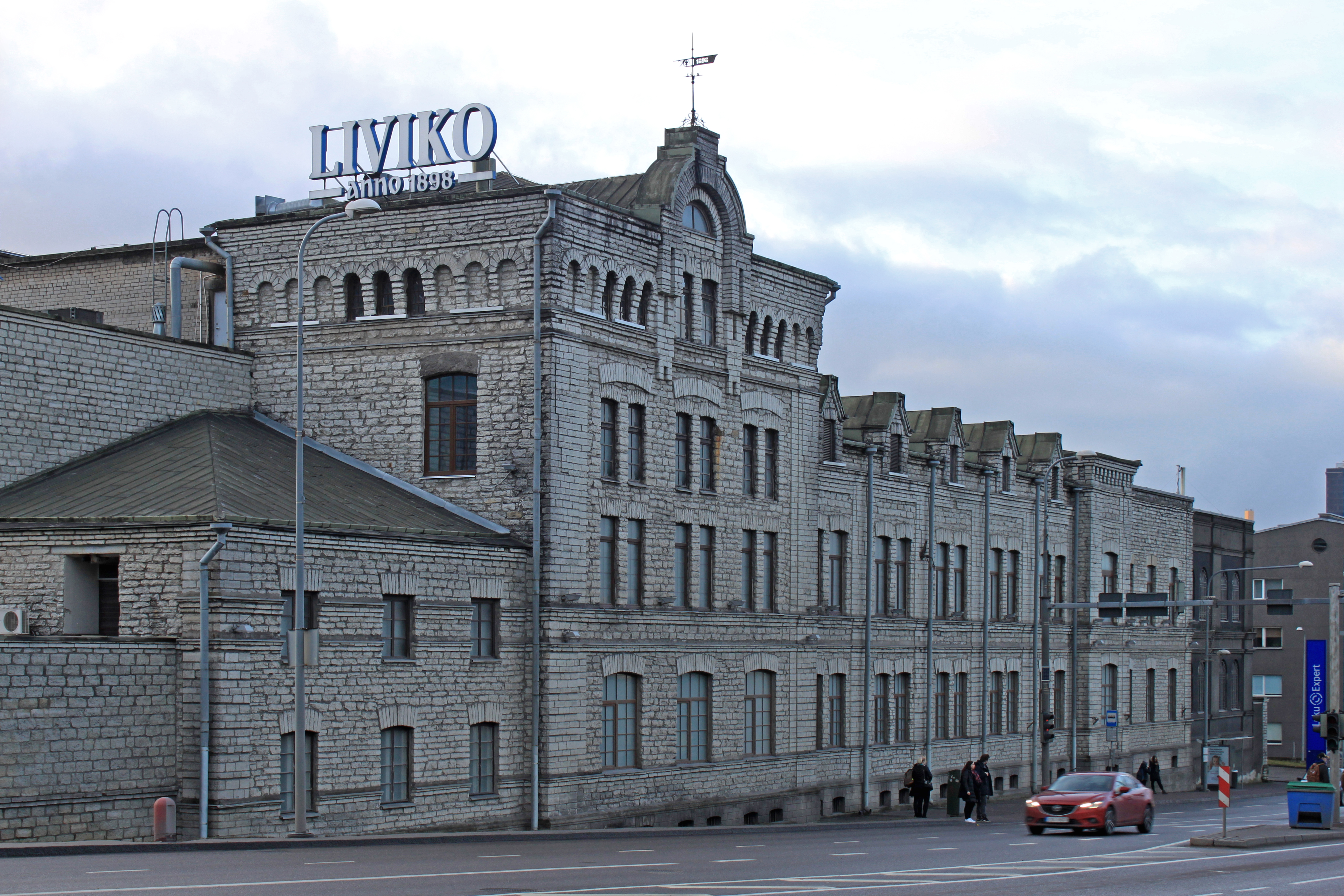
Дом 76
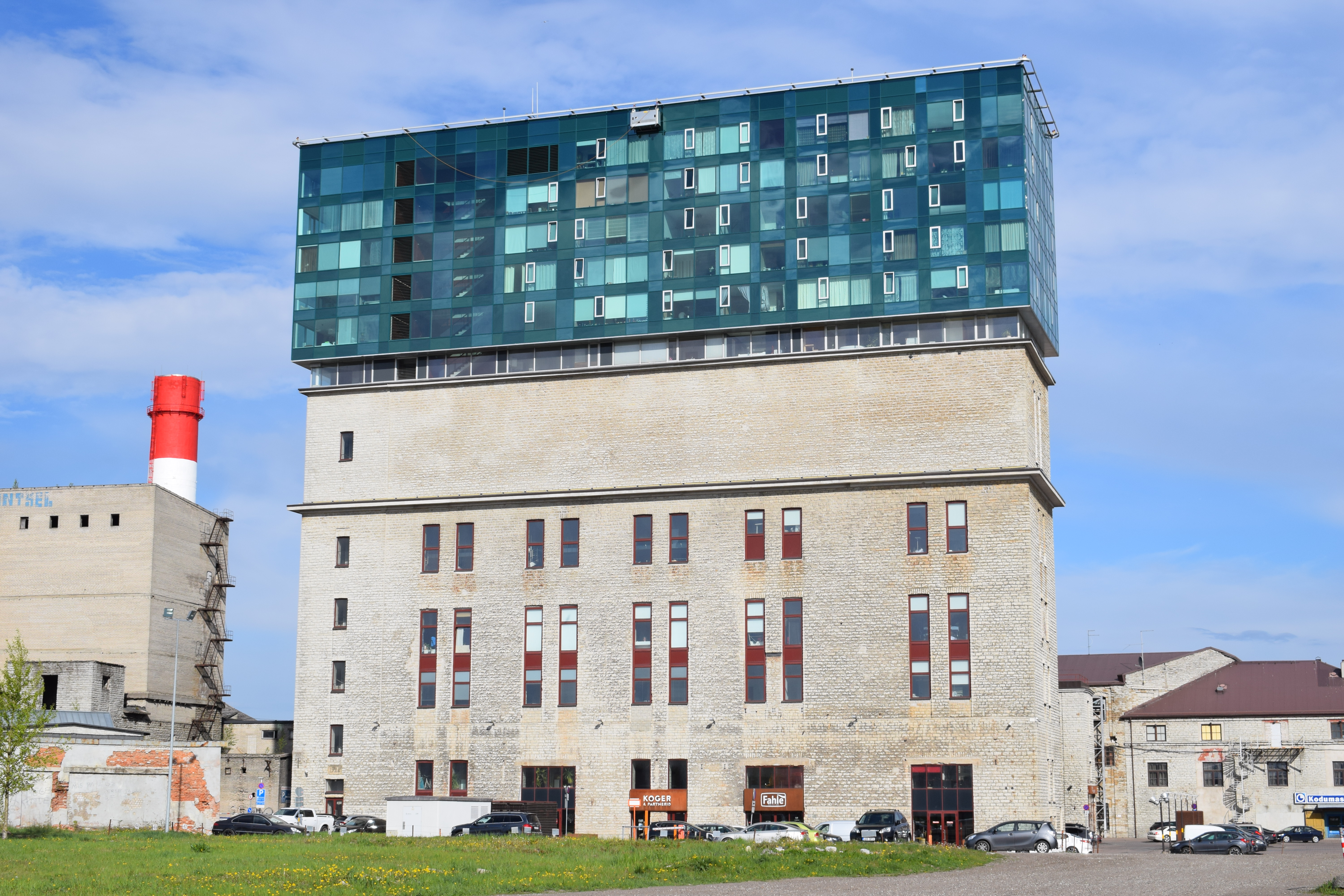
Дом 84А